# Gabriel Martinelli
Gabriel Teodoro Martinelli Silva, född 18 juni 2001 i Guarulhos, São Paulo, Brasilien, är en brasiliansk fotbollsspelare som sedan sommaren 2019 spelar för den engelska klubben Arsenal. Han spelar oftast till vänster i anfallet, men kan också spela i mitten och som högerytter.

## Klubbkarriär
Martinelli började redan som nioåring spela futsal för Corinthians, där han under fyra säsonger gjorde mer än 200 mål innan han 2015 värvades till São Paulo-konkurrenten Ituano. I mars 2017 debuterade han – 16 år och nio månader gammal – som professionell spelare, den yngste i klubbens historia. Från våren 2019 var han ordinarie i seniorlaget och dess bästa målskytt när laget den säsongen vann grupp D i São Paulo-serien Paulista. Martinelli togs ut till säsongens lag och röstades fram som säsongens bästa nykomling.
Sommaren 2019 skrev Martinelli kontrakt med engelska Arsenal. Martinelli gjorde sin Premier League-debut den 11 augusti 2019 i 1–0-segern över Newcastle United, där han blev inbytt i den 84:e minuten mot Henrich Mchitarjan. Redan i hans första match från start, borta mot West Ham den 9 november 2019, gjorde Martinelli – som yngsta debutant i Arsenal – sitt första Premier League-mål, då han kvitterade till 1–1 i en match som slutade med bortaseger 1–3 för Arsenal.
I juli 2020 skrev Martinelli på ett nytt fyraårskontrakt med klubben, men drog strax därefter på sig en knäskada som krävde operation och konvalescens under resten av året.

### Utmärkelser
Den 21 januari 2020 spelade Martinelli 90 minuter mot Chelsea på Stamford Bridge. Hans 2–1-mål, ett solomål från halva plan, utsågs senare av Arsenalsupportarna till säsongens mål. Matchen slutade 2–2. 

## Landslag
Sedan 2019 har Gabriel Martinelli spelat för Brasiliens U23-lag, som tog OS-guld 2020. Martinelli bidrog bland annat med ett mål i straffavgörandet mot Mexico i semifinalen.
I november 2022 blev Martinelli uttagen i Brasiliens trupp till VM 2022, där han gjorde två inhopp och startade i en av lagets fyra matcher.